# برایان فلپسی
برایان فلپسی (انگلیسی: Brian Cripsey؛ زادهٔ ۲۶ ژوئن ۱۹۳۱) بازیکن فوتبال اهل بریتانیا است.
از باشگاه‌هایی که در آن بازی کرده‌است می‌توان به باشگاه فوتبال هال سیتی و باشگاه فوتبال ورکسام اشاره کرد.